# Antonio López Almagro
Antonio López Almagro (Murcia, 17 de septiembre de 1839 - Villarejo del Valle, 9 de agosto de 1904) fue un compositor español, catedrático de armonio en la Escuela Nacional de Música y Declamación de Madrid, actualmente el Real Conservatorio Superior de Música de Madrid.

## Biografía
Sus padres, Antonio López Marín y Catalina Almagro Molina, eran originarios de Javalí Nuevo, pero se trasladaron a la huerta de La Arboleja, donde nació, siendo bautizado en la parroquia de San Antolín. Era el hijo menor y único varón superviviente de una amplia familia en que le precedían siete hermanas: Ginesa, Antonia, M.Josefa, Isabel, Concepción, Encarnación y M.Cruz. Pertenece a una generación de notables músicos murcianos nacidos entre 1830 y 1840: Ángel Mirete Sanz (1832), Mariano Marco Ramos, conocido por Mariano Padilla (1834), Julián Calvo García (1835), Manuel Fernández Caballero (1835), Mariano García López (1836), Acisclo Díaz (1837)… 
A los diez años comenzó sus estudios musicales con Julián Gil (maestro también de Acisclo Díaz y de Fernández Caballero) y después estudió piano con Juan Diego Manresa, profesor de música, organista de varias iglesias de la capital y afinador de pianos, a pesar de su ceguera. Después los continuó por su cuenta y empezó a dar a conocer, a partir de 1854, sus primeras composiciones: mazurcas, nocturnos, fantasías y otras pequeñas obras del género de salón. 
En 1857 compró uno de los primeros harmóniums que llegaron a España y empezó a practicar hasta descubrir todos sus recursos y posibilidades dinámicas, su variedad tímbrica, su continuidad y plasticidad sonora que le valieron el nombre de “órgano expresivo”. 
En 1861 contrajo matrimonio con María de la O Lacárcel Caballero, que practicaba el violín, y desde entonces su casa de calle San Cristóbal 5 fue un lugar de reunión de profesores y aficionados a la música. En 1867 fue el principal impulsor de una Sociedad Filarmónica (conocida en Murcia por el Orfeón) en la que se impartían clases gratuitas de música, se organizaban conciertos semanales y se formaba una numerosa y afinada masa coral. Tras la revolución de septiembre de 1868 esta sociedad se integró en otra denominada La Juventud, que mantuvo también una sección filarmónica dirigida por él. En esta época compuso el "Sanctus, Agnus y Benedictus", que se interpretaron junto al Kiries, Gloria y Credo de Mercadante en una misa de la Santísima Trinidad celebrada en la parroquia de San Juan el 7 de junio de 1868, un "Adiós a Murcia" cantado por Mariano Padilla el 12 de julio de 1868 en el teatro de los Infantes, la romanza "Piu che mai", que Mariano Padilla cantó en París el 1 de septiembre de 1868, y un "Himno a la libertad", cantado por los alumnos del Orfeón en una “función patriótica”, presidida por las nuevas autoridades y celebrada el 17 de octubre de 1868 en el mismo teatro, que ahora se llamaba de la Soberanía Nacional. En 1869 continuó interpretando (con Julián Calvo, José Quercop, Daniel Ortiz y Ángel Mirete al piano, violín, oboe y harmónium) y componiendo: una cantata, "Himno a las artes", dedicada a la sociedad filarmónica de Cartagena, donde se interpretó en el mes de junio, y la sinfonía "Thader", estrenada el 21 de agosto de 1869 en los Jardines del Buen Retiro de Madrid por la Sociedad de Conciertos dirigida por Johann Daniel Skoczdopole. 
En la primavera de 1872 visitan Murcia Francisco Asenjo Barbieri, Mariano Soriano Fuertes y otros amigos, que le escuchan interpretar al harmonium y le animan a que dé el salto a Madrid. Ese mismo año liquida sus negocios comerciales y se dedica por entero a redactar su "Método de Harmónium", que le publica la casa editorial de D. Antonio Romero y Andía y que es premiado en la Exposición Universal de Viena (1873).
Aunque viajó con frecuencia a la capital, no se instaló definitivamente en Madrid hasta finales de 1875 o principios de 1876, cuando fue nombrado profesor auxiliar de la Escuela Nacional de Música y Declamación. En esos años intentó triunfar en la zarzuela, pero “El hidalguillo de Ronda” y “Ruede la bola” tuvieron poco éxito de crítica y de público y sólo lo intentó de nuevo en 1883 con el “Capitán Centellas”, en colaboración con Fernández Caballero. 
Cuando vivía en Madrid, solía volver a Murcia durante las vacaciones en la Escuela. En Murcia era muy apreciado y los periódicos de la época contenían frecuentes noticias sobre su actividad. Por ellos conocemos, por ejemplo, que en 1874 estrena en el teatro Romea la zarzuela “Dar posada al peregrino”; que en 1875 pone música a un “Himno a S.M. D. Alfonso XII de Borbón”, que se cantó en el Romea el 23 de enero de ese año; que en 1882 fue nombrado Caballero de la real y distinguida orden de Isabel la Católica; que el número dominical de la revista “Última Moda” de mayo de 1890 incluía como regalo el “Canto de Amor” y publicaba un retrato suyo (esta es su obra más popular y de ella se hicieron numerosas ediciones); que en 1894 compuso una “Barcarola”, que interpretó la banda y coros de la Casa de la Misericordia en el jardín de Floridablanca en las fiestas de septiembre de ese año, junto al “Canto de Amor” y la “Zambra moruna”…
En 1881 se asoció con D. Antonio Romero y, a la muerte de éste, en 1886, pasó a dirigir la editorial y almacén de música Casa Romero, propiedad de la viuda. Después, los empleados y un socio capitalista, constituyeron una sociedad comanditaria, Almagro y compañía, que adquirió la propiedad del negocio en 1898, aunque pronto pasó a manos de la sociedad anónima Casa Dotesio. En el salón de Casa Romero él era el encargado de hacer los honores de la casa a las personas reales, cuando asistían a los conciertos; a ellos no solía faltar la infanta doña Isabel, que le gustaba conversar con él sobre música y le pidió que le enviara instrumentos musicales de Murcia y que escribiese algunos cantos de aquella tierra.
Hasta 1888 no se creó en la Escuela Nacional de Música y Declamación la cátedra de harmónium, siendo él el único opositor a la plaza. Quizá por la dificultad del instrumento, nunca fueron muchos los alumnos, y en la reforma de 1901 se suprimió la plaza, unificando órgano y harmónium. Probablemente por este fracaso profesional, unido a problemas de salud, se retiró a un pueblecito de la Sierra de Gredos, Villarejo del Valle, y allí murió el 9 de agosto de 1904. No tuvo descendencia. En su testamento dejaba su piano, harmonium y archivo de música a las religiosas Adoratrices.

## Obras
El Diccionario de la Música Española e Hispanoamericana, dirigido y coordinado por Emilio Casares Rodicio, incluye una amplia relación de sus obras en la que faltan algunas de las citadas en esta biografía e incluye muchas no citadas, más de 30 títulos en total. Distingue allí entre obras didácticas, de música escénica, música sinfónica, coro y acompañamiento, voz y piano, piano, armonio y música religiosa. En las didácticas cita el “Método completo teórico práctico de acordeón”, “El harmonium de doble expresión” y el “Método de harmonium”; éste fue traducido al francés por Oscar Comettant y adoptado por el Conservatorio de París como método de estudio de ese instrumento. Entre las no citadas arriba incluye: la zarzuela “En el portal de Belén”. Para coro y acompañamiento: “Cuatro villancicos”, “Despedida a la Virgen”, “Flores a María” y “Salve Regina”. Voz y piano: “Cinco melodías para canto”, “La azucena roja”, “¡Non ti destare! (No te despiertes)” y “Tres melodías”. Piano: “Arabesco”, “Canto de la noche”, “Cintra” y “La alborada”. Armonio: “Colección de melodías, romanzas y piezas características”, “Diez estudios de velocidad”, “Doce estudios de salón”, “En la montaña”, “Fantasía sobre motivos de ‘gli hugonotti’”, “Pensamiento fúnebre”, “Romanza sin palabras”, “Sonata para harmonium” y “Vals brillante”. 
Además colaboró con Díaz Cassou, haciendo la transcripción musical de los cantos tradicionales de Murcia al final de sus libros “Pasionaria murciana” y “El cancionero panocho”.

## Su defensa del armonio
“Es uno de los más poderosos agentes de la música. En él se puede prolongar el sonido haciéndolo pasar con la mayor rapidez del piano al fuerte, filándolo, reforzándolo, sometiéndolo, en fin, a todos los grados de la más delicada acentuación. Su diversidad de registros le hace susceptible de variar de timbre a voluntad del ejecutante… Si se lo considera como instrumento melódico, puede figurar dignamente entre los que mejor cantan… Como instrumento armónico no tiene rival… El armonio, fácilmente manejado por un artista conocedor de sus poderosos recursos, da el resultado de una pequeña orquesta impulsada por una sola voluntad, cuyos sorprendentes efectos de matiz, dulzura y precisión lo hacen aparecer como el más simpático, el más grande, el más útil de todos los instrumentos músicos…” “Su empleo no es hacer acompañamiento de salmodia…, ni suplir la falta de órgano en una capilla u oratorio; su puesto está en el elegante salón aristocrático, en el estudio del compositor, en el modesto retiro del aficionado”.